# Justine De Jonckheere
Justine de Jonckheere (Wevelgem, 24 marzo 1992) è una modella belga, incoronata Miss Belgio 2011 il 9 gennaio 2011.
È anche Miss Fiandre Occidentali. La De Jonckheere, ottantunesima Miss Belgio, ha ricevuto la corona da Cilou Annys, Miss Belgio 2010.
Grazie alla vittoria del titolo nazionale, Justine De Jonckheere è stata scelta come rappresentante ufficiale del Belgio per i concorsi di bellezza internazionali Miss Universo 2011, che si è tenuto il 12 settembre 2011 a San Paolo, Brasile, e Miss Mondo 2011.